# Noël Foré
Noël Foré (Adegem, 23 december 1932 - 16 februari 1994) was een Belgisch wielrenner.

## Belangrijkste overwinningen
1956
- 4e etappe deel A Ronde van Nederland

1957
- 1e in Eindklassement Dwars door Vlaanderen/Dwars door België
- Omloop Mandel-Leie-Schelde

1958
- Gent-Wevelgem
- 1e etappe deel A Ronde van België
- Eindklassement Ronde van België

1959
- Parijs-Roubaix

1962
- 2e etappe deel B Parijs-Nice
- 5e etappe deel B Parijs-Nice
- 9e etappe deel A Parijs-Nice
- Eindklassement Ronde van België
- 4e etappe deel A Ronde van België

1963
- E3 Prijs Vlaanderen
- Kuurne-Brussel-Kuurne
- Ronde van Vlaanderen
- 1e etappe Ronde van België
- Puntenklassement Ronde van België

1967
- Omloop van Oost-Vlaanderen
- Rund um Köln

1968
- GP Zele

## Resultaten in voornaamste wedstrijden
| Jaar | Ronde van Italië | Ronde van Frankrijk | Ronde van Spanje |
| ---- | ---------------- | ------------------- | ---------------- |
| 1957 |                  |                     |                  |
| 1958 |                  | opgave              |                  |
| 1959 |                  |                     |                  |
| 1960 |                  |                     | opgave           |
| 1961 |                  |                     |                  |
| 1962 |                  |                     |                  |
| 1963 |                  | opgave              |                  |
| 1964 |                  |                     |                  |
| 1965 | opgave           |                     |                  |
| 1966 |                  |                     |                  |
| 1967 |                  |                     |                  |
| 1968 |                  |                     |                  |

| Jaar | Milaan-San Remo | Gent-Wevelgem | Ronde van Vlaanderen | Parijs-Roubaix | Luik-Bast.‑Luik | Omloop Het Volk | Parijs-Brussel | Waalse Pijl |  | WK op de weg |  | Wereldranglijsten |
| ---- | --------------- | ------------- | -------------------- | -------------- | --------------- | --------------- | -------------- | ----------- |  | ------------ |  | ----------------- |
| 1957 |                 | 17e           | 21e                  | 37e            |                 | 14e             |                |             |  |              |  |                   |
| 1958 |                 | Goud          |                      | 51e            |                 | 5e              | 23e            | 11e         |  |              |  |                   |
| 1959 | 30e             |               |                      | ↑              |                 | 17e             | 41e            | 10e         |  | ↑            |  | (SPP)             |
| 1960 | 15e             | 28e           | 31e                  | 15e            |                 |                 | 9e             |             |  |              |  |                   |
| 1961 |                 |               | 13e                  | 19e            |                 | 24e             | 17e            |             |  |              |  |                   |
| 1962 |                 |               | 4e                   |                | 6e              |                 | Zilver         |             |  |              |  |                   |
| 1963 |                 | 35e           | ↑                    | 12e            |                 | 60e             | 53e            | 38e         |  |              |  | 14e (SPP)         |
| 1964 | 31e             | 9e            | 28e                  | 14e            |                 |                 | 13e            |             |  |              |  |                   |
| 1965 |                 |               | 30e                  | 9e             |                 |                 | 53e            |             |  |              |  |                   |
| 1966 |                 | 11e           | 13e                  | 44e            |                 | 9e              | 15e            | 14e         |  |              |  |                   |
| 1967 |                 | 6e            | ↑                    | 44e            |                 | 44e             |                | 13e         |  |              |  | 14e (SPP)         |
| 1968 |                 |               |                      |                |                 | 34e             |                | 37e         |  |              |  |                   |